# Arlequin à la guitare
Arlequin à la guitare est une peinture à l'huile sur panneau réalisée en 1917 par le peintre cubiste espagnol Juan Gris. L'œuvre fait partie de la collection du Metropolitan Museum of Art de New York qui l'a acquise en 2008.
L'Arlequin au costume à carreaux était un thème de prédilection des cubistes et Gris lui-même le dépeint dans une quarantaine d'œuvres entre 1917 et 1925.